# حركة مقذوف

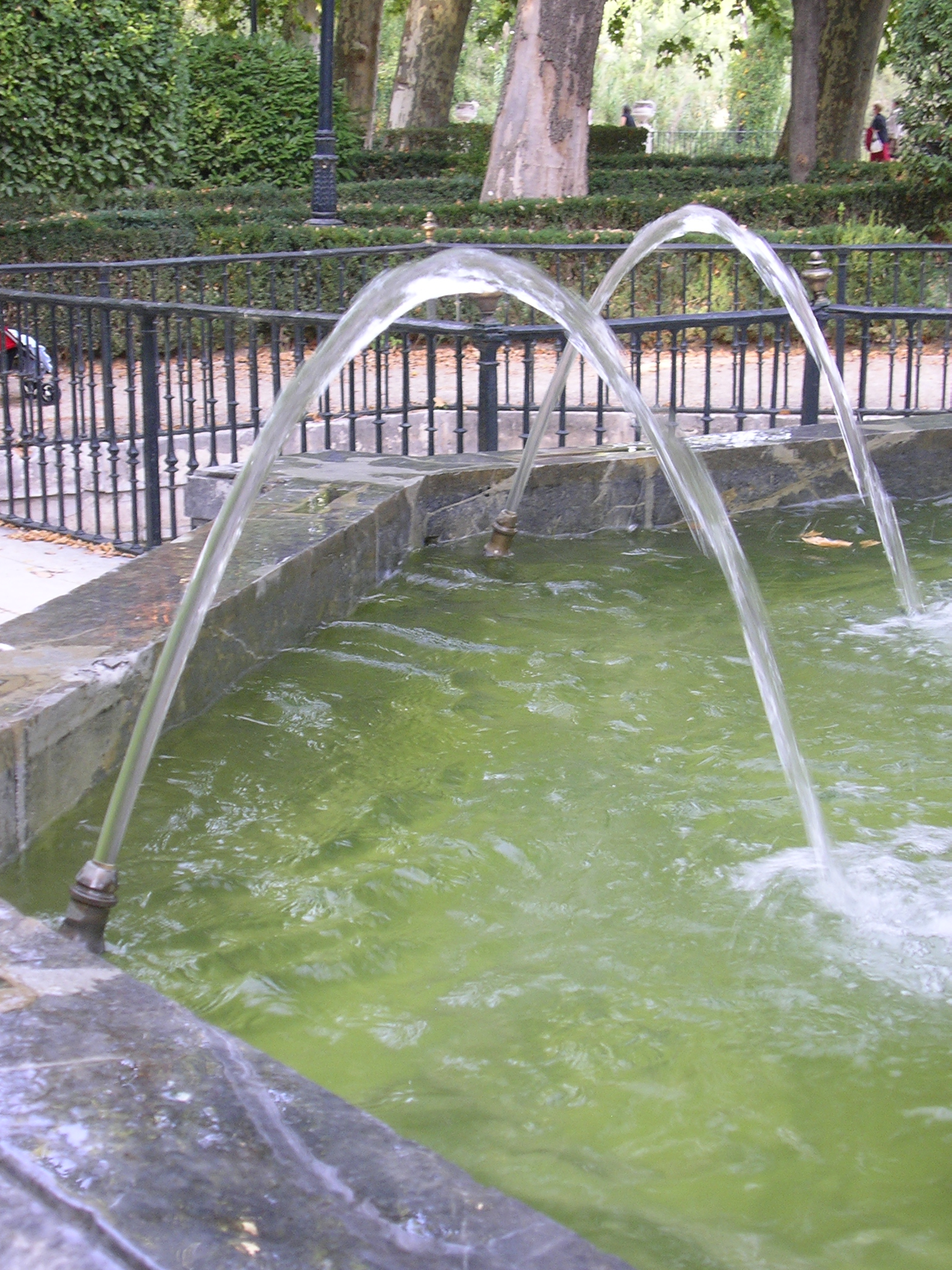
مسار المياه بشكل قطع مكافئ

السرعة البدائية للقذف بشكل قطع مكافئ

مركبتي السرعة البدائية للقذف بشكل قطع مكافئ

حركة المقذوف شكل الحركة التي يقذف بها جسيم أو كما يسمى قذيفة بالقرب من سطح الأرض، وتتحرك في مسار منحني يخضع لتأثير عجلة الجاذبية فقط. كما يفترض أيضًا إهمال مقاومة الهواء في كافة المعادلات. وعليه، فالقوة الوحيدة المؤثرة على حركة الجسم هي وزنه، الخاضع لعجلة الجاذبية، التي تؤثر في اتجاه رأسي لأسفل. ونظرًا للقصور الذاتي للجسيم، لا يتطلب الأمر أي قوة أفقية خارجية للمحافظة على سرعة الجسيم الأفقية.

## السرعة البدائية
إذا افترضنا أن المقذوف قد أطلق بسرعة بدائية {\displaystyle \mathbf {v} _{0}}. والتي يمكن التعبير عنها بمجموع مركبتي السرعة الرأسية والأفقية كما يلي:
{\displaystyle \mathbf {v} _{0}=v_{0x}\mathbf {i} +v_{0y}\mathbf {j} }.
والمركبتان {\displaystyle v_{0x}} و{\displaystyle v_{0y}} يمكن حسابهما إذا ما كانت زاوية القذف {\displaystyle \theta } معلومة:
{\displaystyle v_{0x}=v_{0}\cos \theta },
{\displaystyle v_{0y}=v_{0}\sin \theta }.

## كميات الحركة
تكون الحركة الأفقية مستقلة عن الحركة الرأسية، فلا تؤثر أي منهما على الأخرى. يعرف ذلك بمبدأ الحركة المركبة والتي عرّفها جاليليو عام 1638.

### العجلة
حيث أنه لا يحدث تسارع إلا في الاتجاه الرأسى، تكون السرعة الأفقية ثابتة، وتساوي {\displaystyle \mathbf {v} _{0}\cos \theta }. أما الحركة الرأسية للمقذوف فهي نفس حركة الجسم الساقط سقوط حر، وبالتالي تكون العجلة ثابتة، وتساوي {\displaystyle g}. مركبتي العجلة تساويان:
{\displaystyle a_{x}=0},
{\displaystyle a_{y}=-g}.

### السرعة
مركبة السرعة الأفقية للجسيم تظل ثابتة طوال الحركة. أما المركبة الرأسية لأسفل فتزداد قيمتها تزايدًا خطيًا نظرًا لثبات العجلة الرأسية (عجلة الجاذبية). وبتكامل العجلة في اتجاهي{\displaystyle x} و{\displaystyle y} نحصل على معادلتي السرعة عند أي زمن {\displaystyle t}كالتالي:
{\displaystyle v_{x}=v_{0}\cos(\theta )},
{\displaystyle v_{y}=v_{0}\sin(\theta )-gt}.
يمكن حساب محصلة السرعة باستخدام قانون المثلث من المعادلة التالية:
{\displaystyle v={\sqrt {v_{x}^{2}+v_{y}^{2}\ }}}.

### الإزاحة

إزاحة وإحداثيات لقذف بشكل قطع مكافئ

في أي لحظة {\displaystyle t}، تساوي الإزاحة الأفقية والرأسية للمقذوف:
{\displaystyle x=v_{0}t\cos(\theta )},
{\displaystyle y=v_{0}t\sin(\theta )-{\frac {1}{2}}gt^{2}}.
فتكون محصلة الإزاحة كالتالي:
{\displaystyle \Delta r={\sqrt {x^{2}+y^{2}\ }}}.
باعتبار المعادلة:
{\displaystyle x=v_{0}t\cos(\theta ),y=v_{0}t\sin(\theta )-{\frac {1}{2}}gt^{2}}.
إذا عوضنا المتغير t في إحدى المعادلتين في المعادلة الأخرى سنحصل على المعادلة التالية:
{\displaystyle y=\tan(\theta )\cdot x-{\frac {g}{2v_{0}^{2}\cos ^{2}\theta }}\cdot x^{2}}.
وحيث أن {\displaystyle g} و{\displaystyle \theta } و{\displaystyle \mathbf {v} _{0}} ثوابت، تصبح المعادلة كالتالي: {\displaystyle y=ax+bx^{2}}
حيث {\displaystyle a} و{\displaystyle b} ثابتان.
المعادلة السابقة هي معادلات قطع مكافئ، لذا فالمسار الذي يتحرك فيه المقذوف هو قطع مكافئ بمحور رأسي.
إذا علم كلًا من اتجاه الإطلاق (x,y) وزاوية الإطلاق (θ أو α)، يمكن حساب السرعة الابتدائية بحساب {\displaystyle v_{0}} في معادلة القطع المكافئة المذكورة أعلاه:
{\displaystyle v_{0}={\sqrt {{x^{2}g} \over {x\sin 2\theta -2y\cos ^{2}\theta }}}}.

## زمن القذف أو الزمن الكلي للرحلة
الزمن الكلي {\displaystyle t} الذي يقضيه المقذوف في الهواء يسمى بزمن الرحلة.
{\displaystyle y=v_{0}t\sin(\theta )-{\frac {1}{2}}gt^{2}}
وبعد انتهاء الرحلة، يعود المقذوف للمحور الأفقي (محور-x)، أي تكون y=0.
{\displaystyle 0=v_{0}t\sin(\theta )-{\frac {1}{2}}gt^{2}}
{\displaystyle v_{0}t\sin(\theta )={\frac {1}{2}}gt^{2}}
{\displaystyle v_{0}\sin(\theta )={\frac {1}{2}}gt}
{\displaystyle t={\frac {2v_{0}\sin(\theta )}{g}}}
لاحظ أننا قد أهملنا مقاومة الهواء على المقذوف.

## أقصى ارتفاع للمقذوف

أقصى ارتفاع للمقذوف

يعرف أقصى ارتفاع يصل إليه المقذوف بقمة حركة المقذوف. ويظل المقذوف في الارتفاع منذ إطلاقه حتى يصل إلى اللحظة التي تكون فيها السرعة الرأسية تساوي صفر. ({\displaystyle v_{y}=0})، وعليها:
{\displaystyle 0=v_{0}\sin(\theta )-gt_{h}}.
أما الزمن اللازم حتى يصل المقذوف إلى أقصى ارتفاع (h) فيساوي:
{\displaystyle t_{h}={\frac {v_{0}\sin(\theta )}{g}}}.
وتكون الإزاحة الرأسية عند أقصى ارتفاع للمقذوف:
{\displaystyle h=v_{0}t_{h}\sin(\theta )-{\frac {1}{2}}gt_{h}^{2}}
{\displaystyle h={\frac {v_{0}^{2}\sin ^{2}(\theta )}{2g}}}

## العلاقة بين أقصى ارتفاع وأقصى إزاحة أفقية
العلاقة بين المدى {\displaystyle R} في المستوى الأفقي وأقصى ارتفاع {\displaystyle h} يصل له المقذوف عند زمن قدره {\displaystyle {\frac {t_{d}}{2}}} هي:
{\displaystyle h={\frac {R\tan \theta }{4}}}

### البرهان
{\displaystyle h={\frac {v_{0}^{2}\sin ^{2}\theta }{2g}}}
{\displaystyle R={\frac {v_{0}^{2}\sin 2\theta }{g}}}
{\displaystyle {\frac {h}{R}}={\frac {v_{0}^{2}\sin ^{2}\theta }{2g}}} × {\displaystyle {\frac {g}{v_{0}^{2}\sin 2\theta }}}
{\displaystyle {\frac {h}{R}}={\frac {\sin ^{2}\theta }{4\sin \theta \cos \theta }}}
{\displaystyle h={\frac {R\tan \theta }{4}}}.

## أقصى مدى للمقذوف

أقصى مدى للمقذوف

من الضروري ملاحظة أن مدى المقذوف وأقصى ارتفاع له لا يعتمدان على كتلته، وعليه فإن المدى وأقصى ارتفاع للمقذوفات ثابتان إذا ما تم إطلاق المقذوفات مختلفة الكتل بنفس السرعة والاتجاه. والمدى الأفقي d للمقذوف هو أقصى إزاحة أفقية له منذ انطلاقه إلى أن يعود إلى ارتفاعه الأصلي (y = 0).
{\displaystyle 0=v_{0}t_{d}\sin(\theta )-{\frac {1}{2}}gt_{d}^{2}}
الزمن اللازم للوصول إلى الأرض:
{\displaystyle t_{d}={\frac {2v_{0}\sin(\theta )}{g}}}
معادلة الإزاحة الأفقية مع استخدام بقيمة الزمن الكلي للرحلة لإعطاء أقصى إزاحة أفقية:
{\displaystyle d=v_{0}t_{d}\cos(\theta )}
فيكون 
{\displaystyle d={\frac {v_{0}^{2}}{g}}\sin(2\theta )}
لاحظ أن قيمة {\displaystyle d} تكون قصوى إذا ما كانت:
{\displaystyle \sin 2\theta =1}
وتعني أن:
{\displaystyle 2\theta =90^{\circ }}
أو
{\displaystyle \theta =45^{\circ }}

## تطبيق نظرية الطاقة
وفقًا لنظرية الشغل والطاقة، تكون المركبة الرأسية للسرعة:
{\displaystyle v_{y}^{2}=(v_{0}\sin \theta )^{2}-2gy}.

## معرض صور

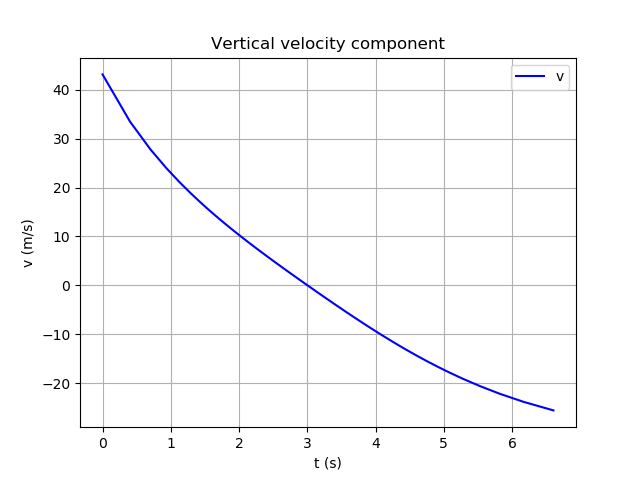
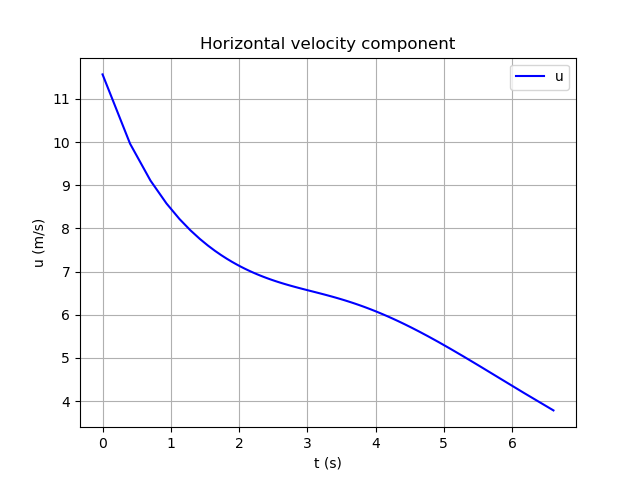
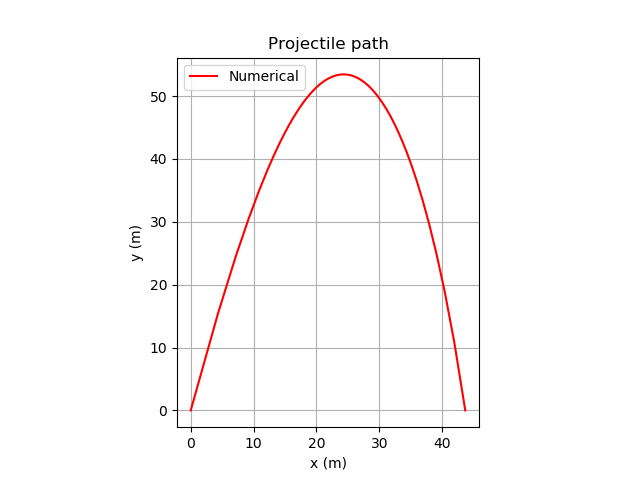